# Heinz-dilemma
Het Heinz-dilemma is een veel gebruikt voorbeeld in ethische en morele discussies. Zo heeft Lawrence Kohlberg het gebruikt om een schema van de morele ontwikkelingen van de mens op te stellen.
Een vrouw was stervende, ze had een speciale soort ziekte. Er was echter één bepaald medicijn die deze kanker kon genezen, maar dit medicijn was veel te duur. Heinz, de man van de vrouw, was echter de assistent van een apotheker. Hij zat dus met het morele dilemma om het geneesmiddel al dan niet te stelen. Kohlberg heeft een theorie met verschillende fases ontwikkeld:
| fase | motief                       | omschrijving |
| ---- | ---------------------------- | --- |
| 1    | Straf vermijden              | Heinz steelt het medicijn niet, want anders zou hem een gevangenisstraf te wachten staan. Hij gehoorzaamt de autoriteiten.            |
| 2    | Eigenbelang                  | Heinz steelt het medicijn, want hij zal zich veel gelukkiger voelen als hij zijn vrouw kan redden van de dood.                        |
| 3    | Loyaliteit                   | Heinz steelt het medicijn, want zijn vrouw verwacht het en hij is loyaal.                                                             |
| 4    | Wetten respecteren           | Heinz steelt het medicijn niet, want de wet verbiedt diefstal.                                                                        |
| 5    | Mensenrechten                | Heinz steelt het medicijn, want iedereen heeft een recht op leven, ongeacht de wet.                                                   |
| 6    | Universeel menselijke ethiek | Heinz steelt het medicijn, want het leven van een mens redden is een veel fundamentelere waarde dan het eigendomsrecht van een ander. |